# Mossijština
Mossijština (mossijsky: Mooré, též Mòoré, Mõõré, Moré, Moshi, Moore nebo More) je nigerokonžský jazyk, kterým se mluví především ve střední části Burkiny Faso. Menší skupiny mluvčích žijí také v Mali, Togu a dalších afrických zemích. Je to jeden ze tří oficiálních jazyků Burkiny Faso (spolu s fulbštinou a francouzštinou).

## Abeceda
Mossijština používá latinku doplněnou o některé speciální znaky.
Mossijská abeceda:
| A | ʼ | B | D | E | Ɛ | F | G | H | I | Ɩ | K | L | M | N | O | P | R | S | T | U | Ʋ | V | W | Y | Z |

## Příklady

### Číslovky
| Mossijsky | Česky |
| a ye      | jeden |
| yembo     | dva   |
| tã        | tři   |
| naase     | čtyři |
| nu        | pět   |
| yoobe     | šest  |
| yopoe     | sedm  |
| nii       | osm   |
| wɛ        | devět |
| piiga     | deset |

## Ukázka
Základní fráze v mossijštině:
- Jambo (Ahoj)
- Ne y beogo! (Dobré ráno!)
- Ne y windiga! (Dobrý den!)
- Wend na kon'd nindaare (Nashledanou)
- Laafi beme? (Jak se máš?)
- Maan sugri (Omlouvám se)